# La Roche-sur-Yon
La Roche-sur-Yon ist eine französische Stadt mit 54.699 Einwohnern (Stand 1. Januar 2022) im Département Vendée, das zur Region Pays de la Loire gehört. Sie ist der Verwaltungssitz des Départements, also Sitz der Präfektur. Die Stadt wird vom Fluss Yon durchquert.
La Roche-sur-Yon verdankt sein heutiges Aussehen Napoleon I., der aus einer kleinen Stadt eine moderne Stadt machte, die auf einem regelmäßigen Grundriss in Form eines Fünfecks basierte und mit imposanten öffentlichen Gebäuden (Präfektur, Rathaus, Theater, Gerichte, Gymnasium, Kirche Saint-Louis usw.) ausgestattet war, die um eine große zentrale Esplanade (Place Napoléon) verteilt sind.
Die Stadt ist das wichtigste städtische und wirtschaftliche Zentrum der Vendée, aber auch ein starkes Universitätszentrum mit 8.000 Studenten. La Roche-sur-Yon ist mit 54.699 Einwohnern und einem Einzugsgebiet mit 120.175 Einwohnern die bevölkerungsreichste Gemeinde des Departements.

## Geschichte

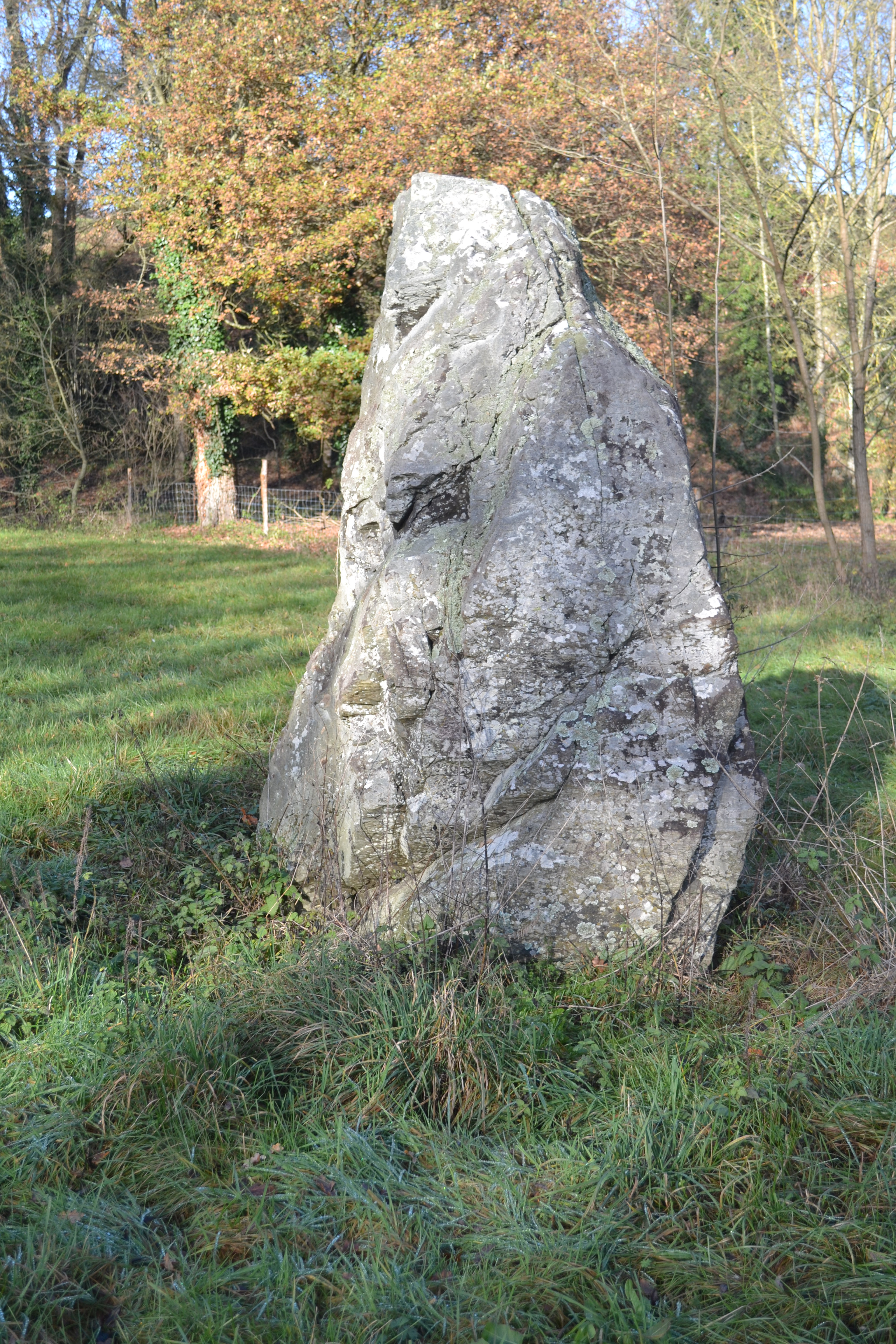
Menhir de la Limouzinière

Der Menhir de la Limouzinière befindet sich in einer Schleife des Flusses La Petite Maineam, nordöstlich von La Roche-sur-Yon.

### Mittelalter
1296 wurde die Stadt, die dank des Baus der Burg an einer strategisch günstigen Stelle im Yon-Tal zu einer Herrschaft geworden war, von König Philippe le Bel an Charles de Valois abgetreten.
Die Burg der Stadt wird während des Hundertjährigen Krieges von Olivier de Clisson belagert und von den Engländern zurückerobert. Es wurde während der Religionskriege, die das Poitou erschütterten, teilweise zerstört und brannte schließlich während der Vendée-Kriege nieder. 1793 revoltierte der Norden der Vendée tatsächlich gegen die Republik. La Roche-sur-Yon bleibt republikanisch, aber am 14. März 1793 nehmen die Aufständischen der Vendée die Stadt ein.
Nach der Niederschlagung des Aufstand der Vendée war die Stadt weitgehend zerstört.

### Die von Napoleon begehrte Stadt
Napoleon beschloss, die Präfektur der Vendée von Fontenay-le-Comte nach La Roche-sur-Yon zu verlegen, um das Departement nach den Vendée-Kriegen zu befrieden.
Die Wahl von La Roche-sur-Yon erklärt sich aus der Lage der Stadt im geografischen Zentrum des Departements.
Eine neue Stadt wurde geboren, entworfen von den Ingenieuren Cormier und Valot, deren primäre Einzigartigkeit in ihrem geometrischen Grundriss in Form eines Fünfecks, ihrer Masche in Form eines Gitters (oder Schachbretts) und ihrer Unterteilung in vier Bezirke liegt, die um a organisiert sind großer Platz zentral.
Am 8. August 1808 äußerte Napoleon, der inzwischen Kaiser der Franzosen geworden war, bei seinem ersten und einzigen Besuch seinen Ärger darüber, dass die Bauarbeiten „seiner“ Stadt so wenig fortgeschritten waren.
Einige Arbeiten werden nach dem Untergang des Ersten Kaiserreichs fertiggestellt, wie die Kirche Saint-Louis, die 1804 in Auftrag gegeben und 1859 fertiggestellt wurde.
Seitdem hatte die Stadt im Laufe der Geschichte unterschiedliche Namen:
- Napoléon (während des ersten französischen Kaiserreichs, benannt nach Napoléon Bonaparte, 1804–1814/15)
- Bourbon-Vendée (während der Restauration)
- La Roche-sur-Yon (während der Zweiten Französischen Republik; roche bedeutet Fels)
- Napoléon-Vendée (während des Zweiten französischen Kaiserreichs) (Napoleon III., 1852–1870)
- La Roche-sur-Yon (seit 1870).

2004 feierte die Stadt den 200. Jahrestag ihrer Gründung durch Napoleon.

## Wirtschaft und Infrastruktur
Die Stadt verfügt über ein Busnetz, das aus 10 Linien besteht, die die Stadt und ihre Umgebung bedienen. Seit September 2023 ist der ÖPNV der Stadt an Samstagen kostenlos.
La Roche-sur-Yon hat einen kleinen zivilen Flughafen, den Flughafen Ajoncs oder René Couzinet, der etwa 6 Kilometer nordöstlich der Stadt liegt.
Die Stadt beherbergt verschiedene Geschäfte und Marken in drei großen Gewerbegebieten: dem Stadtzentrum und den Einkaufszentren.
Die Stadt hat auch mehrere in Frankreich und auf der ganzen Welt bekannte Unternehmen wie Michelin oder Bénéteau.

## Sehenswürdigkeiten
Siehe auch: Liste der Monuments historiques in La Roche-sur-Yon
Besondere Sehenswürdigkeiten sind die Place Napoléon, die Präfektur und die Kirche Saint-Louis.

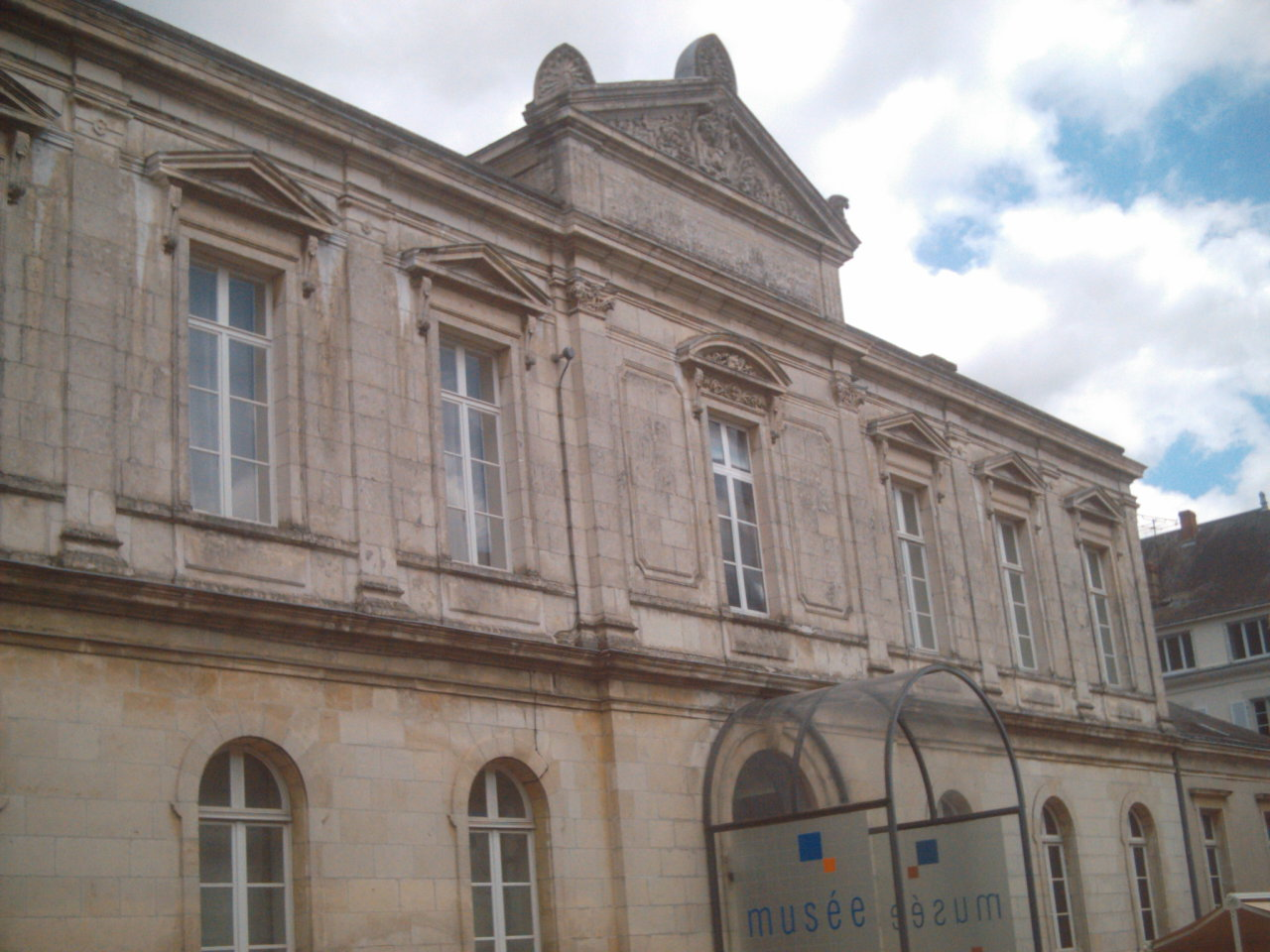
Museum
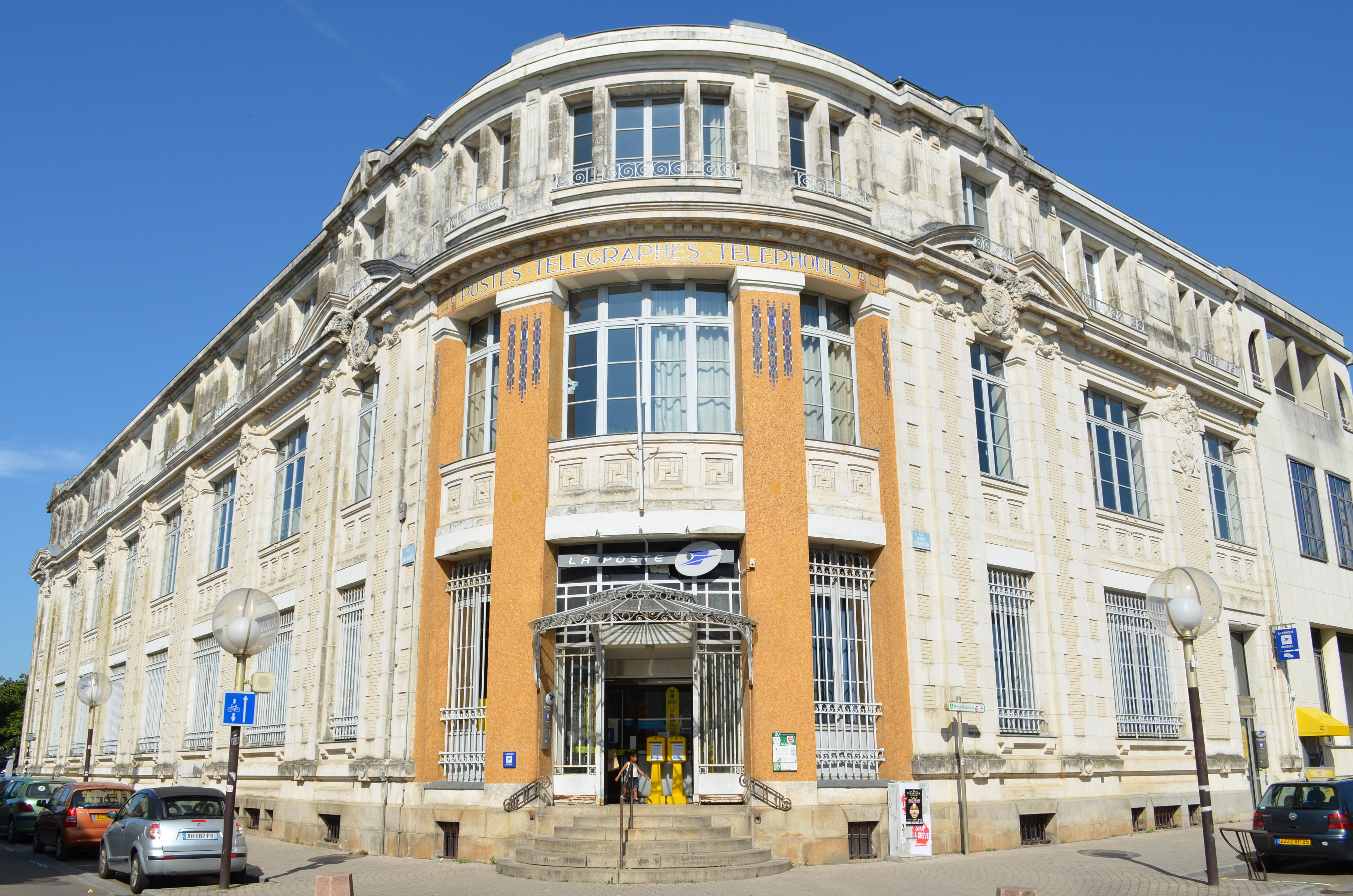
Postgebäude
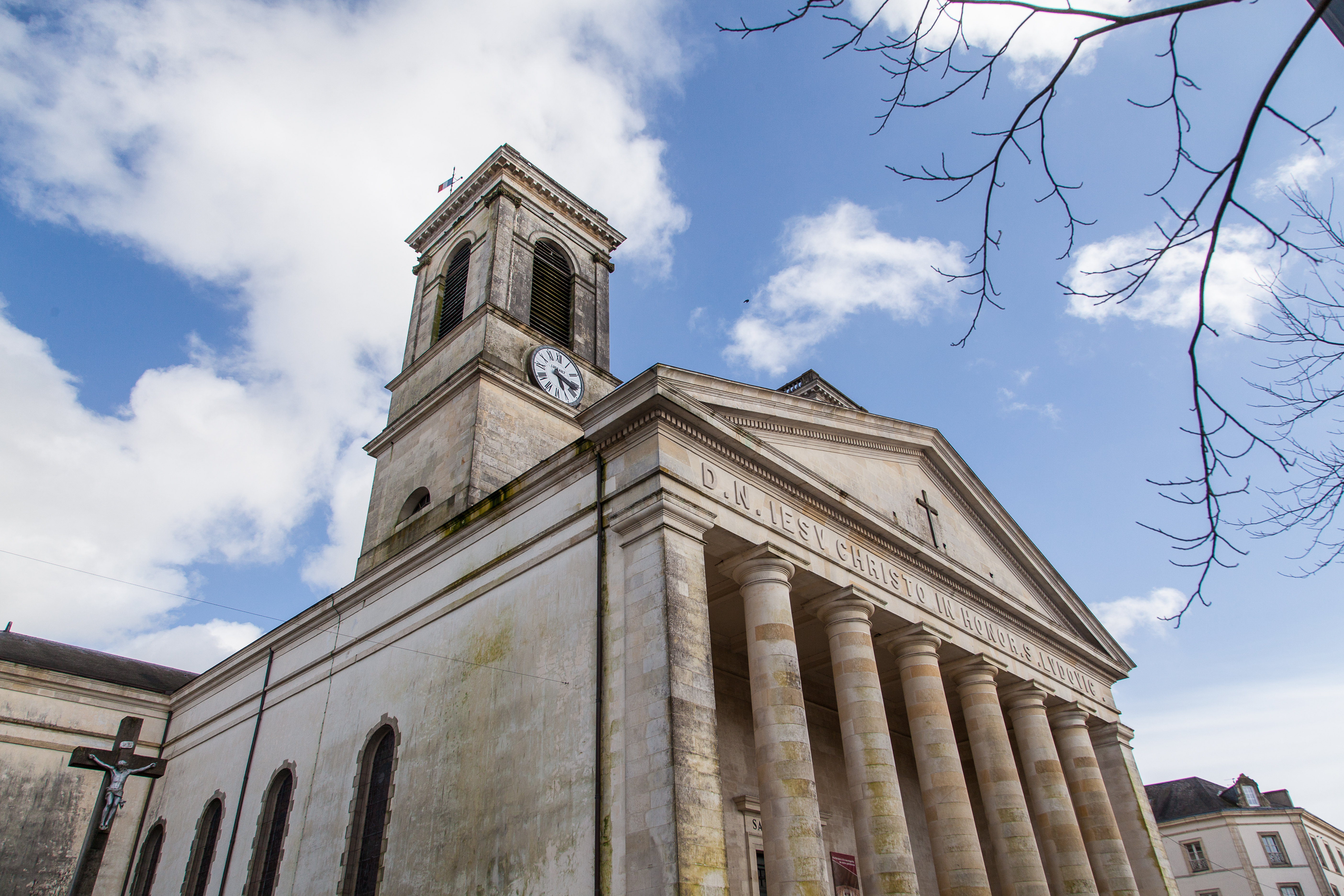
Saint-Louis-Kirche
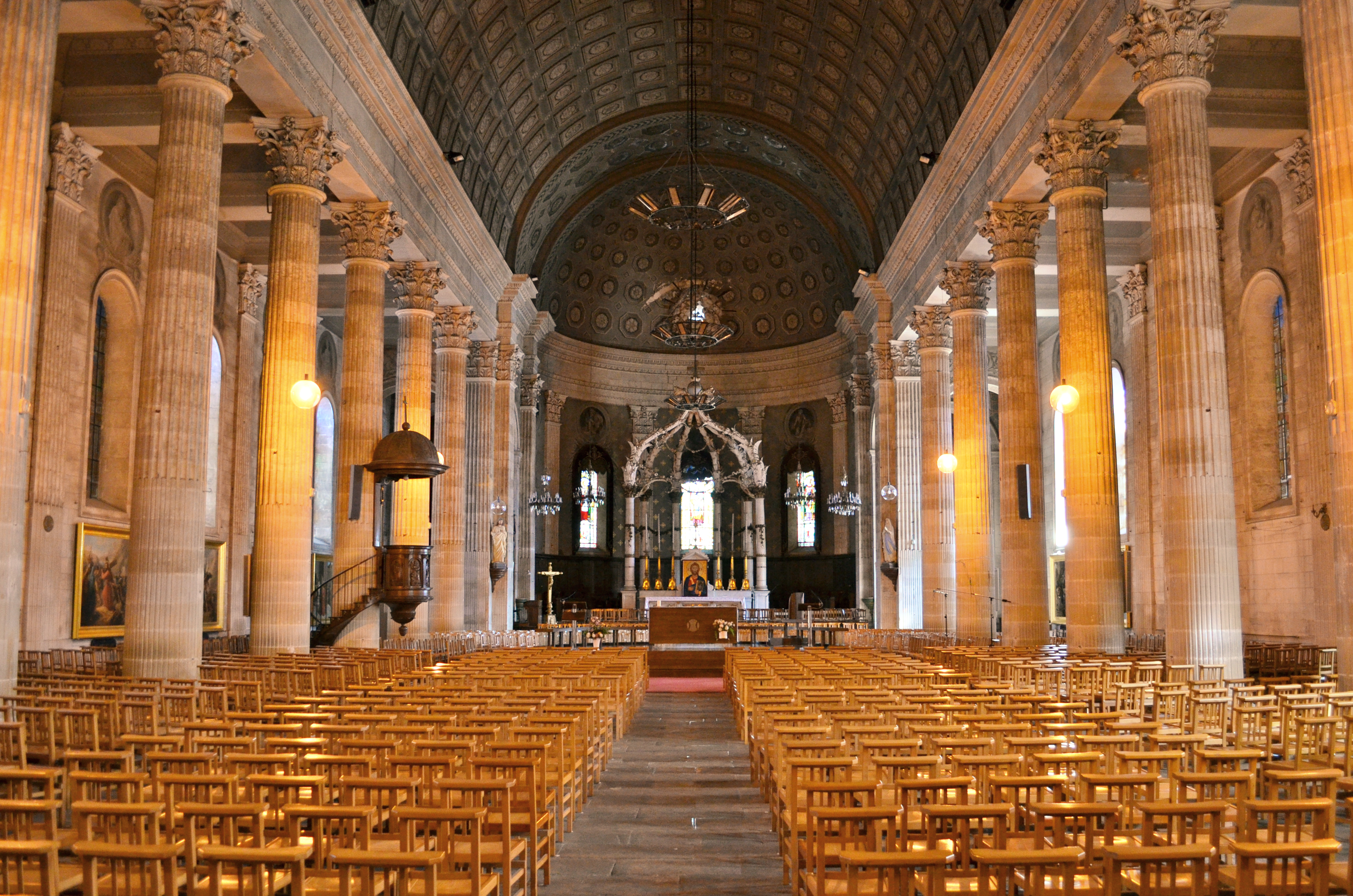
Kirche Saint-Louis innen
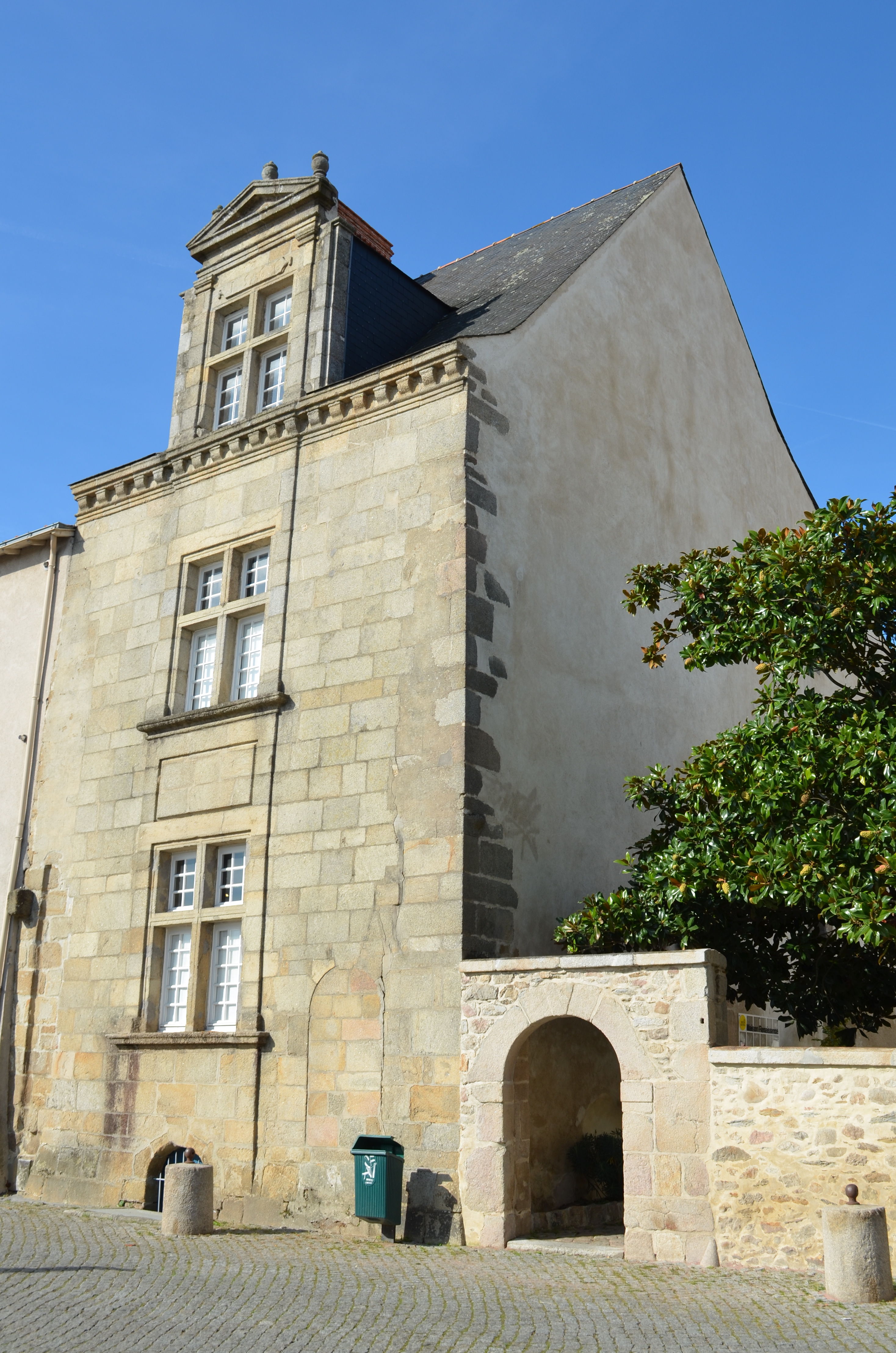
Maison Renaissance (1566)
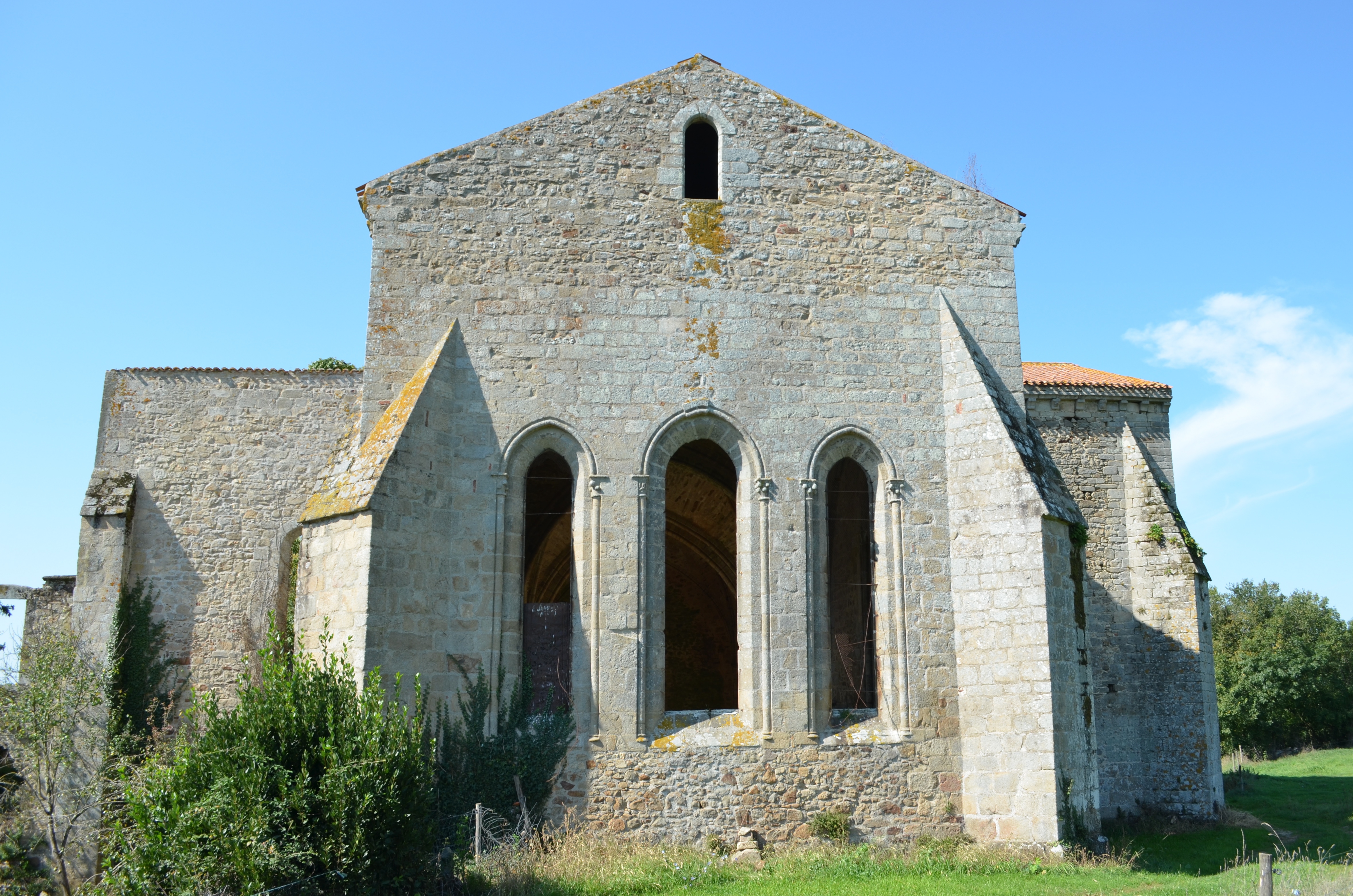
Abtei Fontenelles
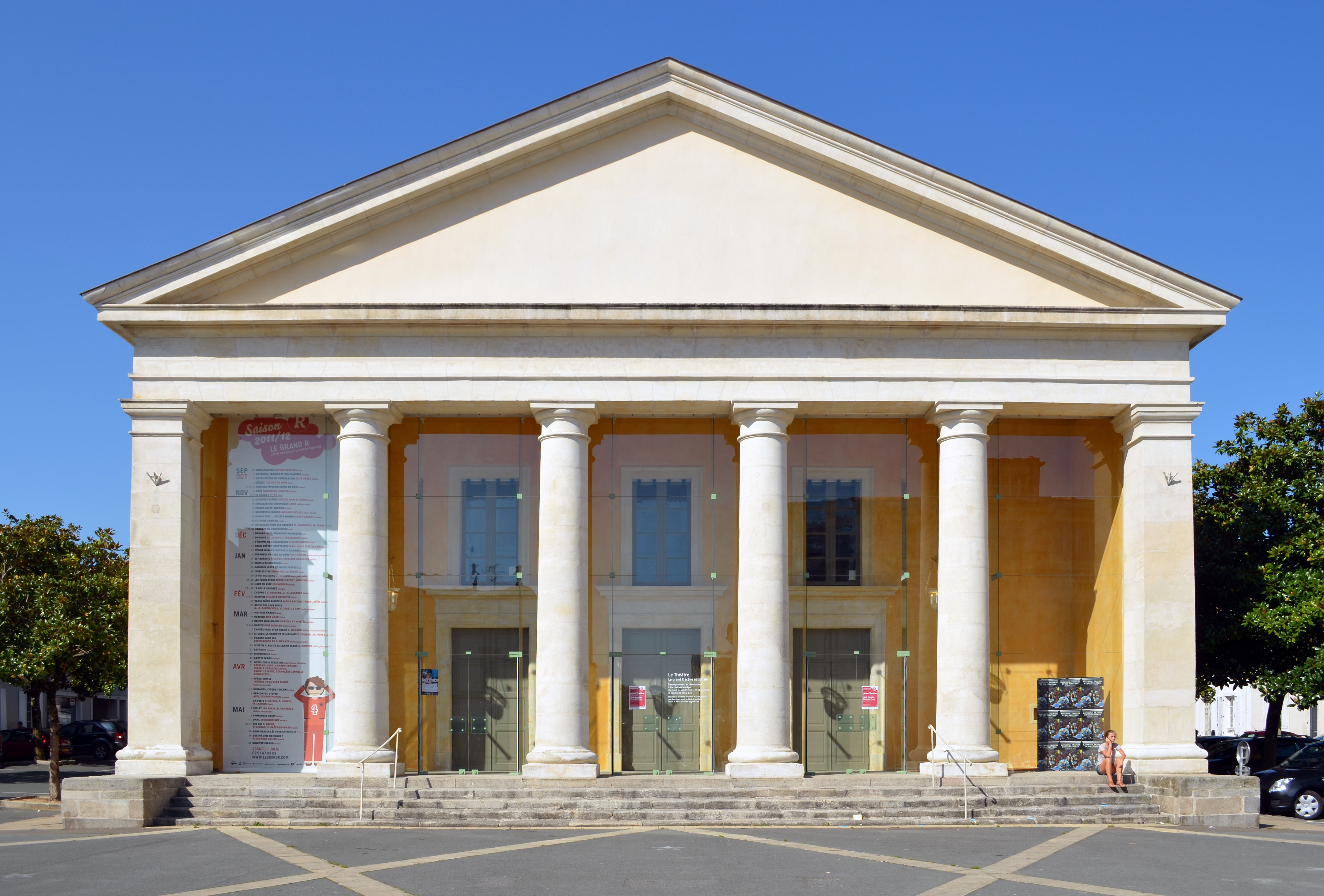
Theater
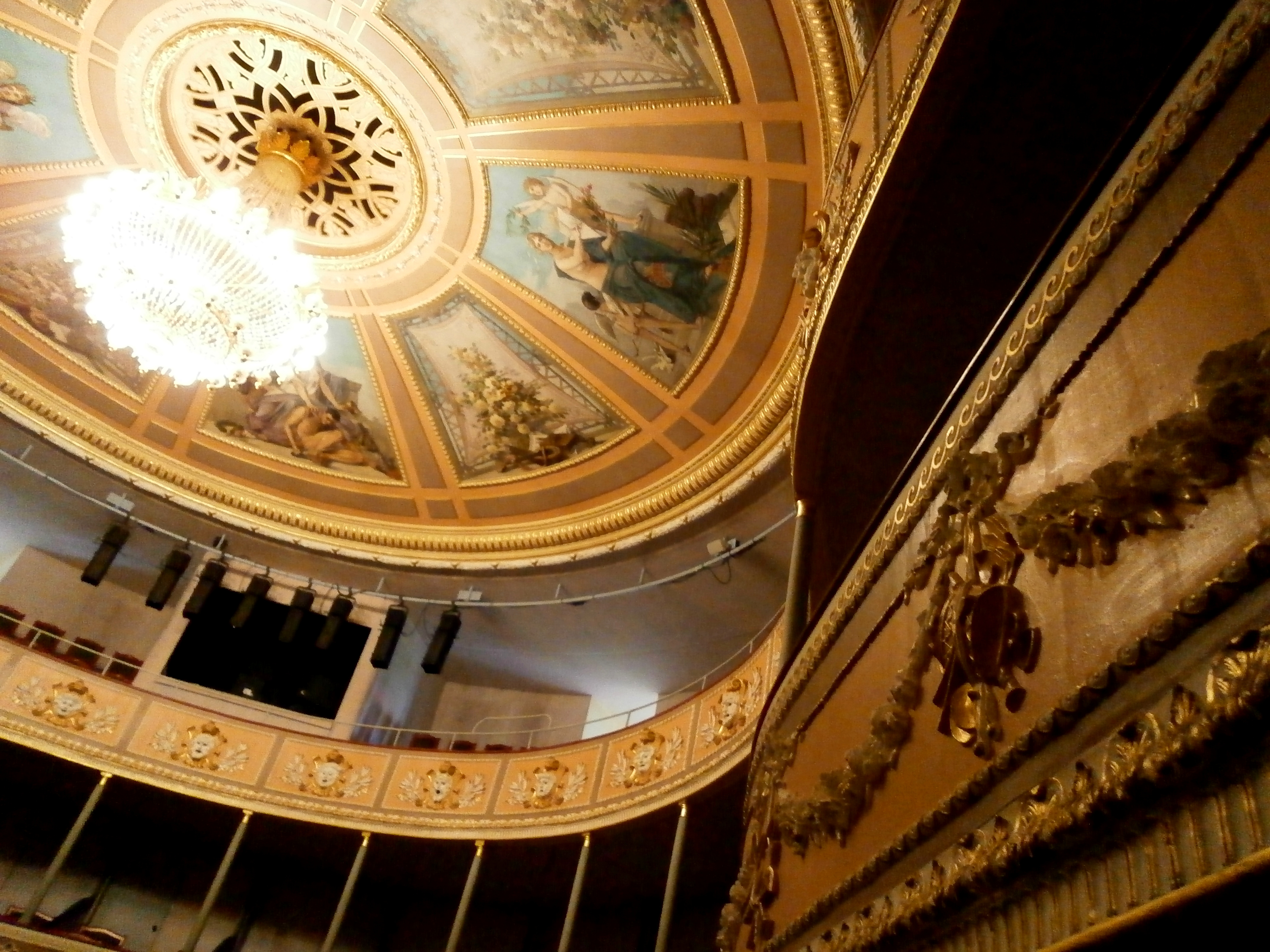
Innerhalb des Theaters
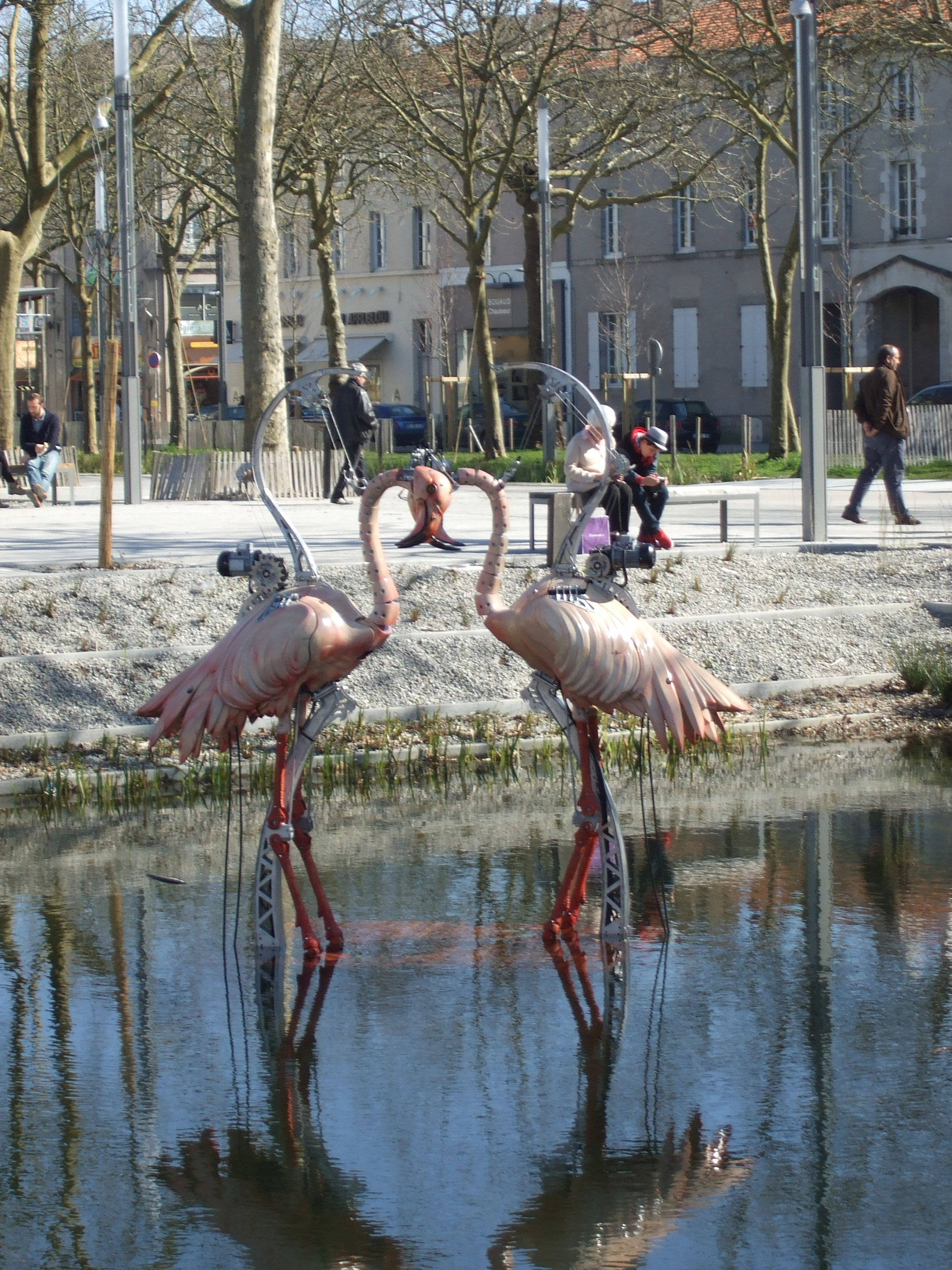
Tierstatuen
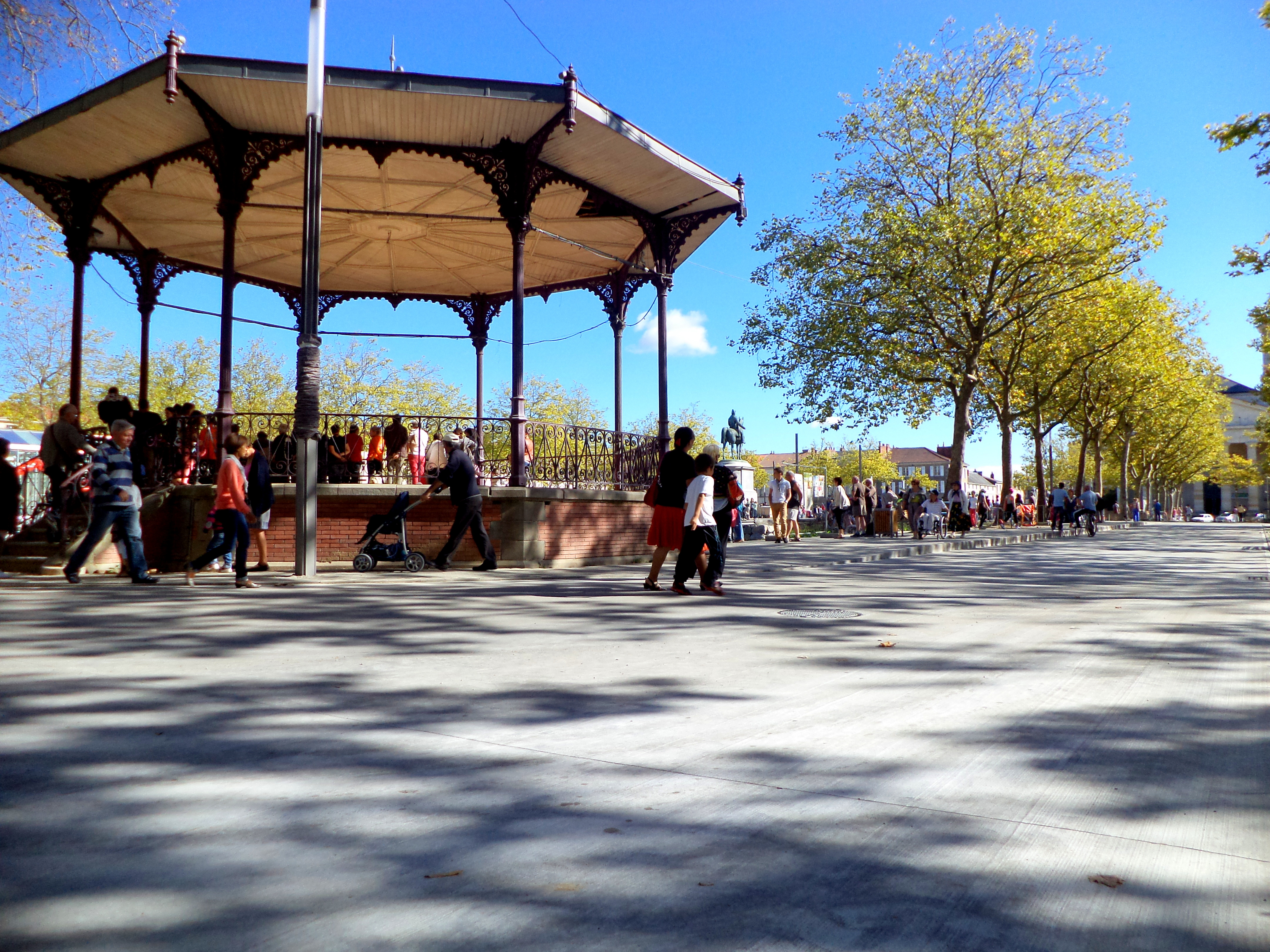
Der Kiosk am Napoléon Platz
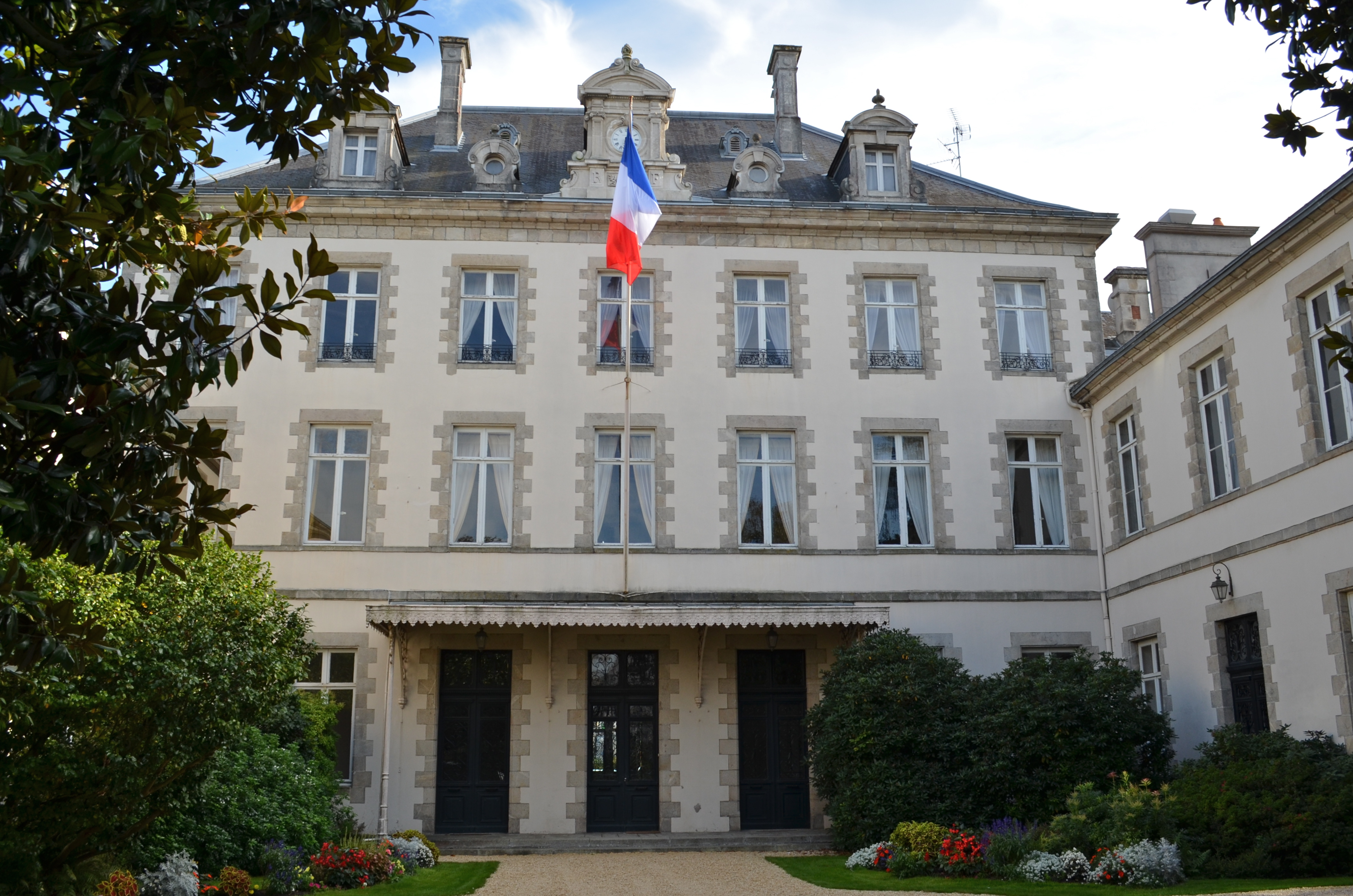
Präfektur

## Sport
Die Stadt verfügt über zwei Fußballvereine, die in der Vergangenheit schon in Frankreichs höchsten beiden Ligen vertreten waren. Bei den Männern waren das die inzwischen zum La Roche Vendée Football fusionierten Klubs FC Yonnais und AEPB La Roche (jeweils in der Division 2), bei den Frauen ist dies die Étoile Sportive Ornaysienne de Football, die es sogar schon einmal (1999) zur französischen Vizemeisterschaft gebracht hat.

## Lehre und Forschung
- École polytechnique universitaire de Nantes Université
- Institut catholique d’arts et métiers

## Städtepartnerschaften
La Roche-sur-Yon pflegt Städtepartnerschaften mit sechs Städten. Darüber hinaus bestehen aber auch Freundschaftsverträge mit vier weiteren Städten. Außerdem gibt es Vereinbarungen über eine Entwicklungszusammenarbeit mit fünf Städten. Ferner ist La Roche-sur-Yon Gründungsmitglied des Bundes der europäischen Napoleonstädte.

### Städtepartnerschaften
- Gummersbach in Deutschland seit 1968
- Coleraine im Vereinigten Königreich seit 1980
- Cáceres in Spanien seit 1982
- Drummondville in Kanada seit 1982
- Tizi Ouzou in Algerien seit 1989
- Burg (bei Magdeburg) in Deutschland seit 2005

### Freundschaftsverträge
- Afandou, Griechenland
- Hørsholm, Dänemark
- Oulainen, Finnland
- Leksand, Schweden

### Entwicklungskooperation
- Costache Negri in Rumänien, seit 1989
- Zibo in der Volksrepublik China, Freundschaftsvertrag seit 1991
- Tambacounda im Senegal, seit 1995
- Al Yamoun in Palästina, seit 1996
- Sint-Niklaas Belgien, seit 2003

## Söhne und Töchter der Stadt
- Paul Baudry (1828–1886), französischer Maler
- Émile Faguet (1847–1916), Literaturkritiker und Schriftsteller
- Raoul Ponchon (1848→1937), Dichter
- Robert Sexé (1890–1986), Sportjournalist, Motorradfernreisender (Weltumrundung 1926) und Fotograf
- Henri de Gavardie (1903–1944), französischer Militär und Autorennfahrer
- Jean de Gavardie (1909–1961), Autorennfahrer
- Christiane Marlet (* 1954), Sprinterin
- Éric Chevillard (* 1964), Autor
- Richard Guérineau (* 1969), Comiczeichner
- Félicia Ballanger (* 1971), Bahnradsportlerin
- Aymeric Jeanneau (* 1978), Basketballspieler
- Adlène Guedioura (* 1985), algerischer Fußballspieler
- Nicolas Marroc (* 1986), Autorennfahrer
- Sébastien Simon (* 1990), Hochseesegler und Ingenieur
- Mohamed Sylla (* 1994), Rapper
- Romain Mornet (* 1997), Mittelstreckenläufer
- Thomas Laurent (* 1998), Autorennfahrer
- Aurélien Pelon (* 2004), Fußballspieler